# 紅杉冠 (加利福尼亞州)
紅杉冠（英語：Sequoia Crest）是位於美國加利福尼亞州圖萊里縣的一個人口普查指定地區。

## 地理
紅杉冠的座標為36°11′09″N 118°37′32″W / 36.18583°N 118.62556°W，而該地最高點為海拔高度2136米（即7008英尺）。

## 人口
根據2010年美國人口普查的數據，紅杉冠的面積為2.647平方千米，當中陸地面積為2.647平方千米，而水域面積為0.000平方千米。當地共有人口10人，而人口密度為每平方千米3人。